# Huta Józefów (województwo lubelskie)
Huta Józefów – wieś w Polsce, położona w województwie lubelskim, w powiecie kraśnickim, w gminie Szastarka.
Jest to wieś o zabudowie luźnej, często porozrzucanej, charakterystycznej dla wiosek młodych gdzie osiedlano kolonistów. Wyraźne skupiska tworzą tylko Józefów i Huta.
W latach 1975–1998 miejscowość administracyjnie należała do województwa tarnobrzeskiego.
Wieś stanowi sołectwo gminy Szastarka. Według Narodowego Spisu Powszechnego (III 2011 r.) wieś liczyła  mieszkańców. 

## Środowisko geograficzno-przyrodnicze
Huta Józefów położona jest na obszarze Wzniesień Urzędowskich. Teren jest pagórkowaty, a od strony Potoka Wielkiego – płaski. W krajobrazie Huty Józefów wyróżnia się wyraźnie wzniesienie pomiędzy Hutą a Stokami. Występują skały wapienne pokryte lessem. W wielu rejonach wsi występują wyrobiska po nieczynnych już niewielkich kamieniołomach. W latach pięćdziesiątych XX w. podejmowane były próby uruchomienia niewielkich wapienników. Najwyżej położone obszary Huty Józefów leżą w północnej części wsi, koło Józefowa (280 m n.p.m.), najniżej w południowej części w okolicach Zarajca Potockiego w części zwanej Dąbrową (245 m n.p.m.).
Tereny Huty Józefów to obszar, gdzie nie ma cieków wodnych a spływ wód powierzchniowych i wiosennych odbywa się w kierunku Stanianki i Lutynki będących dopływami Sanny.
O tym, że kiedyś było inaczej świadczą pozostałości niewielkich oczek wodnych oraz szerokie doliny, w których kiedyś niewątpliwie płynęły niewielkie strumyki. Analiza ukształtowania pionowego pozwala wysnuć wnioski że kiedyś sieć wodna była znacznie bogatsza a zanikanie i schodzenie źródeł w dół rzek ma swoje przyczyny w trzebieniu lasów. Na wschód od wsi na gruntach wsi Radwanówka znajduje się niewielki przysiółek o nazwie Mokradła. Już sama nazwa wskazuje na właściwości terenu. Tu też doszło do niezbyt fortunnego wytrzebienia lasów, ale pozyskany grunt niespecjalnie nadawał się do uprawy. Podobne enklawy znajdujemy w części Huty Józefów określanej jako Dąbrowa. Jeszcze na mapie barona von Heldensfelda, pochodzącej z przełomu XVIII i XIX wieku na terenach dzisiejszej Huty Józefów dominują obszary leśne.

## Klimat
Klimat kontynentalny charakteryzujący się długimi latami i zimami – ponad 100 dni. Na Wzniesieniach Urzędowskich średnia temperatura roczna wynosi 7,7 st. C, średnie miesięczne temperatury stycznia i lipca wynoszą odpowiednio -3,3 st. C i 18,9 st. C. Suma opadów rocznych waha się w granicach 470–530 mm. Najwięcej opadów przypada na lipiec – 90 mm. Długość zalegania pokrywy śnieżnej waha się od 65 do 80 dni a okres wegetacyjny trwa około 220 dni.

## Szata roślinna
Tereny wsi należą do obszarów prawie bezleśnych. W krajobrazie dominują tereny rolnicze, wśród nich przeważają grunty orne, niewielka ilość pastwisk. Zupełnie brak łąk z uwagi na brak wód powierzchniowych. Nieliczne drzewostany to głównie drzewa inne niż owocowe rosnące przy gospodarstwach rolnych, drogach, bądź przy oczkach wodnych lub wyrobiskach po niewielkich kamieniołomach. Pośród drzew występują lipy, kasztanowce, klony jawory, dęby, jarzębiny, niewielkie ilości gatunków drzew iglastych, głównie świerków.

## Budownictwo mieszkalne i gospodarcze
W krajobrazie wsi dominują budynki murowane, większości wybudowane w latach 60. XX wieku. Typowy budynek mieszkalny to dwie kondygnacje, wymiary około 10x10 m, kopertowy bądź dwuspadowy płaski dach. Stosunkowo rozpowszechnioną formą budowy w tamtych latach były budynki, w których obok części mieszkalnej istniały obory czy chlewiki bądź pomieszczenia gospodarcze. Zachowało się trochę budynków drewnianych, w tym kilka z lat 20. XX wieku.
Przed budową wodociągu we wsi było kilkadziesiąt studni, a zaopatrzenie w wodę było poważnym problemem. Wodę czerpało się przy pomocy korbowodu wiadrem z głębokości około 40–50 m.

## Historia
W połowie XV wieku powstała Polichna, zapewne nieco później wieś określana jako Wola Polichnieńska, która dała początek późniejszemu folwarkowi Józefów, a potem wsi Huta Józefów.
Pierwszą miejscowością, która przestała istnieć jest Wola Polichnieńska. Ukazuje ją mapa przedstawiająca stan województwa lubelskiego z roku 1564. Musiała więc powstać znacznie wcześniej, a usytuowana była na zachód od Polichny. W 1580 roku notowana jest jako Volia Polichna, zalegająca z należnymi opłatami. W roku 1626 była to mała wioska – liczyła tylko 7 zagród z rolami. Notowana następnie w 1663 roku jako Volia Polichnieńska, ale z lat 1668 i 1673 pochodzą informacje, że wieś była wtedy pusta. Ostatni raz podano ją w roku 1685. Być może na jej miejscu powstała Huta Polichnieńska notowana już w 1775 roku. Obecnie jest to Huta Józefów.
Wieś Huta Józefów znajdowała się w powiecie urzędowskim, potem w powiecie janowskim.
W okresie powstania styczniowego doszło do potyczki pomiędzy partią T. Wierzbickiego a Rosjanami (piechota i Kozacy). Z tego okresu pochodziła mogiła powstańców w Hucie Józefów, zlokalizowana kiedyś opodal budynku szkoły. Do dziś wśród mieszkańców wsi krąży opowieść skarbie powstańczym zakopanym w pobliżu nieistniejących już dębów. W maju 1936 roku prochy powstańców przeniesiono na potocki cmentarz. Miejscowy proboszcz odprawił mszę, odsłonięto pamiątkowy pomnik, a na cmentarzu odbyła się patriotyczna manifestacja.
Huta i Józefów wzmiankowane są w słowniku Sulimierskiego w 1865 jako odrębne hasła. Huta powstała na gruntach pofolwarcznych zasiedlonych osadnikami z Galicji. W części wsi określanej jako Huta istniała huta szkła. Do dziś na polach na południe od wsi można odnaleźć niewielkie pryzmy zeszkliwionych kamieni.
W końcu XVIII w. na terenach dzisiejszej Huty istniała karczma, zlokalizowana przy gościńcu z Polichny do Potoka. Jeszcze w latach 50. XX wieku budynek karczmy wykorzystywany był na pomieszczenia szkolne.
Według przekazów ustnych na tym obszarze istniała smolarnia, co byłoby zgodne z logiką, gdyż ówczesne huty potrzebowały do swej pracy przede wszystkim węgla drzewnego.
W 1921 roku we wsi mieszkały 352 osoby.
Jeszcze 28 września 1939 roku w rejonie Polichny i okolic pojawiła się liczna grupa regularnego wojska pod dowództwem płk Tadeusza Zieleniewskiego. Polacy chcieli przebić się na Węgry. Przez Blinów, Polichnę i Modliborzyce przesuwała się kolumna pod dowództwem płk dypl. Leona Koca. Oddziały polskie 29 września jeszcze raz zdobyły Janów Lubelski. Opanowanie Janowa było możliwe dzięki bohaterskiej postawie grupy wojska dowodzonego przez ppłk Czesława Kiszkowskiego z kolumny płk Koca. Polakom udało się powstrzymać cztery niemieckie bataliony z 27 Dywizji Piechoty. Bój trwał od godz. 12 do 19, po czym Polacy wycofali się przez Wierzchowiska, Andrzejów i Godziszów do Krzemienia. W tym samym dniu w okolicach Janowa pojawiły się wojska sowieckie. 30 września oddziały płk Koca przystąpiły do ataku na wojska sowieckie. Sowieci zostali pobici, ale 1 października Polacy wobec niemożności kontynuowania dalszej walki podejmują z Sowietami rozmowy kapitulacyjne, a następnie składają broń. Do niewoli dostało się około 16 tys. żołnierzy i oficerów. Sowieci jeszcze raz złamali postanowienia aktu kapitulacyjnego, wywożąc szeregowych żołnierzy w głąb sowieckiej Rosji. Najgorszy los spotkał oficerów, z których wielu zginęło w obozach śmierci: Kozielsku, Starobielsku i Ostaszkowie.
Czasy okupacji mieszkańcy wsi przeżyli stosunkowo spokojnie. Niemcy zamordowali żydowską rodzinę Jankielów, kilka razy brali zakładników z Józefowa za ataki partyzantów na linię kolejową i kursujące po niej pociągi.
Część mieszkańców Huty Józefów, w ramach osadnictwa wojskowego udało się w latach 20. na Wołyń. Potem przyszła agresja sowiecka, w czerwcu 1942 roku wojna niemiecko-sowiecka. Na Wołyniu Ukraińcy, szczególnie w 1942 i 1943 roku zaczęli prowadzić swe okrutne rzezie – głównie ludności polskiej. Według komunistycznej historiografii we wsi istniała bojówka komunistyczna, ale sporo w tym było chyba przesady. Według naocznych świadków przez wieś wielokrotnie przemaszerowywały liczne grupy partyzanckie różnych ugrupowań.
Niemcy w obliczu nacierającej armii bolszewickiej wycofali się, pozostawiając we wsi sporo sprzętu i amunicji, głównie artyleryjskiej.
Po wejściu Sowietów wielu mieszkańców było zmuszanych do pracy przy okopach bądź porządkowania terenu pod lotnisko polowe w Osinkach. Sowieci przy pomocy funkcjonariuszy Polski Lubelskiej wyłapywali też młodzież w wieku poborowym, by po kilkudniowym pobycie w areszcie w Polichnie wcielić do LWP. Część mieszkańców wsi wybrało też służbę w organach milicji, dotyczyło to tych którzy mieli za sobą służbę wojskową przed 1939 rokiem.
Kilku mieszkańców wsi zostało wywiezionych na roboty przymusowe w głąb Niemiec.
Wielu mieszkańców wsi wyjechało na Ziemie Zachodnie i Północne szczególnie w okolice Jeleniej Góry i Niemodlina.
Do 1954 roku wieś należała do gminy Potok Wielki w powiecie janowskim.
W 1957 roku we wsi powstało Kółko Rolnicze i było to pierwsze kółko w ówczesnym powiecie kraśnickim. Założycielem i pierwszym prezesem Kółka był wielki społecznik Wojciech Kapuściński.
Pod koniec lat 50. we wsi założono elektryczność. Do Huty prąd elektryczny dotarł przy okazji budowy szkoły.
31 grudnia 1965 roku wieś liczyła 530 osób (w tym 265 kobiet i 265 mężczyzn). Było to najludniejsze sołectwo w ówczesnej gromadzie Polichna.
W 1975 roku Huta Józefów, podobnie jak cała gmina Szastarka, znalazła się w województwie tarnobrzeskim.

## Ochotnicza Straż Pożarna
Ochotnicza Straż Pożarna w Hucie Józefów powstała w latach 50. XX wieku. W latach 70. wybudowano w czynie społecznym budynek-strażnicę.

## Szkoła podstawowa
Szkoła we wsi istniała od 1916 roku, przed II wojną światową była to szkoła czteroklasowa. Uczęszczały do niej dzieci z Huty Józefów, a także z Kolonii Stany cz. III i części kolonii Radwanówka. W latach 1962–1963 wybudowana została nowa szkoła podstawowa jako „Tysiąclatka”, której nadano imię XX-lecia PRL. kierownikiem szkoły był Kazimierz Sosnówka. Był to trzykondygnacyjny budynek, z centralnym ogrzewaniem, wodociągiem, kanalizacją. Pod względem standardu przewyższał podobne budynki w całej okolicy. Na parterze istniała niewielka sala gimnastyczna, wyposażona w sprzęt sportowy (drabinki, równoważnie, stół do tenisa, kilkanaście par nart, piłki, ciężarki, liny, przyrządy gimnastyczne itp.) Obok istniała łaźnia z prysznicem. Obok szkoły znajdował się zespół boisk do gry w siatkówkę, piłkę nożna, piłkę ręczną, była też tam bieżnia 60-metrowa, skocznia w dal, równoważnia i drążek do ćwiczeń.
W szkole istniała też biblioteka, licząca w początkach lat 70. ponad 2,5 tys. książek. Była też świetlica z telewizorem, radioodbiornikiem, gramofonem. Szkoła była też zradiofonizowana.
W szkole był telefon, w latach 60. jeszcze na korbkę podłączony do urzędu pocztowego w Polichnie.
W podziemiach szkoły zlokalizowane były: kotłownia ze składem opału. Ponadto istniały trzy stosunkowo duże piwnice, w których koncentrowało się życie kulturalne i społeczne wsi.

## Kolej żelazna
W latach 1914–1915 wybudowano kolej relacji Lublin-Rozwadów. Kolej została wytyczona najczęściej po granicy wododziałów, tak aby uniknąć przemieszczania mas ziemnych, stąd linia jest bardzo kręta. W czasie II wojny światowej Niemcy wykonali podbudowę pod drugi tor, a na odcinku Lublin-Kraśnik taki tor był wykonany. Zgromadzony materiał, tzn. szyny i podkłady z odcinka Kraśnik-Zaklików został bądź rozkradziony, bądź wywieziony w inne rejony. Później uruchomiono w Polichnie przystanek kolejowy, który ułatwił w sposób znaczący komunikację mieszkańców tych okolic. Ze stacji w Polichnie można było bez przesiadek dojechać do Rozwadowa, Lublina i Krakowa.

## Części wsi
- Huta – nazwa pochodzi od znajdującej się tu w XIX wieku huty szkła.
- Józefów – folwark będący w XIX wieku własnością ziemian z Potoka, nazwa pochodzi zapewne od imienia jednego z właścicieli.
- Stoki – to określenie wskazuje jednoznacznie na obszar źródłowy. Co prawda dziś tu źródeł już nie ma, ale kiedyś zapewne istniały, a dnem doliny płynął strumyk będący dopływem czy początkowym odcinkiem Lutynki wpadającej do Sanny. Do takich wniosków można dojść po analizie hipsometrii terenu.
- Dąbrowa – to południowa część wsi kiedyś określana jako Dąbrowa Stojeszyn Wieś, czyli kompleks leśny z przewagą dębów należący do mieszkańców Stojeszyna. Do dziś tereny Dąbrowy uchodzą za podmokłe, mimo przeprowadzonej w końcu lat 70. melioracji.
- Dziewięć Włók – grunty w zachodniej części wsi. Nazwa pochodzi od miary gruntu (1 włoka to ok. 24 ha gruntu). Należy przypuszczać, iż taki areał został wydzielony z folwarku w Józefowie w latach 60. XIX wieku.

We wsi funkcjonują jeszcze bardziej szczegółowe określenia niektórych części jak: Kamieniakówka, czy Pod Granicą, wskazujące na nazwiska poprzednich właścicieli bądź położenia.

## Parafia, kościół parafialny
Kościół parafialny w Hucie Józefów pod wezwaniem św. Maksymiliana Kolbego. Parafia św. Maksymiliana Kolbe została erygowana 8 czerwca 1990 roku przez księdza biskupa Bolesława Pylaka. Ks. kanonik Bolesław Mazurek, proboszcz parafii Potok Wielki, z której powstała parafia Huta Józefów rozpoczął starania o budowę punktu sakralnego 12 października 1980 roku. Skierował pismo do Kurii Biskupiej w Lublinie. Prace budowlane zlecił wikariuszowi ks. Wojciechowi Ogrodniczukowi. Architektem kościoła był mgr inż. Edward Paszkiewicz z Sandomierza. Teren pod budowę kościoła ofiarował Piotr Zięba. Inicjatywa budowy kościoła wyszła od Ryszarda Mazura z Zarajca Modliborskiego przy aktywnym poparciu mieszkańców, najpierw Zarajca Modliborskiego a później Huty Józefów. 4 VIII 1983 roku dekretem bpa Pylaka kościół otrzymał tytuł św. Maksymiliana Marii Kolbe.
W aktach parafialnych nie ma historii budowy kościoła. Jest to kościół murowany z cegły czerwonej z tradycyjną wieżą.
Do parafii należą: Felinów, Huta Józefów, kolonia Radwanówka, Kolonia Stany, kolonia Stojeszyn, Zarajec Modliborski, Zarajec Potocki. Cmentarz grzebalny znajduje się w odległości 200 m od kościoła.

## Kapliczki przydrożne, krzyże
Przy tzw. kościelnej drodze biegnącej od Polichny, dalej obok Józefowa, szkoły w Hucie i dalej w stronę Radwanówki i Potoka, zlokalizowane są dwie kapliczki murowane, zapewne ufundowane aby przedłużyć żywot istniejących tu od dawna drewnianych krzyży. Przy tej samej drodze znajdują się jeszcze dwa krzyże: jeden w pobliżu remizy OSP, drugi przy granicy z Kolonią Potok Stany cz. III. Jeszcze w latach 30. przy tej drodze znajdowała się mogiła powstańców poległych w powstaniu styczniowym, których prochy przeniesiono na potocki cmentarz. Kolejny krzyż znajduje się przy wyjeździe z Huty w kierunku Zarajca Modliborskiego. Są też krzyże na Dąbrowie i w Stokach.